# Cuchu Ingenio
Cuchu Ingenio, conocido también como Cucho Ingenio o Khuchu Ingenio, es una localidad boliviana perteneciente al municipio de Caiza D de la provincia de Linares en el departamento de Potosí. La localidad forma parte de la Ruta Nacional 1 de Bolivia.  
Según el último censo de 2012 realizado por el Instituto Nacional de Estadística de Bolivia (INE), la localidad cuenta con una población de 410 habitantes y está situada a 3.679 metros sobre el nivel del mar.

## Demografía
La población de la localidad ha aumentado en un 30% durante las dos últimas décadas:
| Año  | Habitantes | Fuente |
| ---- | ---------- | ------ |
| 1992 | 321        | Censo  |
| 2001 | 406        | Censo  |
| 2012 | 410        | Censo  |

## Transporte
Cuchu Ingenio se encuentra a 36 kilómetros por carretera al sur de Potosí, capital del departamento homónimo.
Desde Potosí, la Ruta 1, de 1.215 kilómetros de longitud, conduce hacia el sur hasta Cuchu Ingenio y luego continúa por Tres Cruces hasta Tarija y Bermejo, en la frontera con Argentina. En Cuchu Ingenio, la Ruta 14 se bifurca hacia el sur y conduce por Vitichi, Tumusla y Tupiza hasta la localidad fronteriza de Villazón.